# 相公镇
相公镇，是中华人民共和国陕西省咸陽市长武县下辖的一个乡镇级行政单位。

## 行政区划
相公镇下辖以下地区：
相公村、坳里村、秦家庄村、贺峪村、南村、新兴堡村、马槽沟村、胡家河村、龙头村、芋园村、东咀村、柳泉村、李王村、高家楼村、南宫村、景家河村、杨家沟村、山坡村、消水村、冯家岭村和柳沟村。